# Маркес Креспо, Кристобаль
Кристо́баль Ма́ркес Кре́спо (исп. Cristóbal Márquez Crespo; 21 апреля 1984 года, Мадрид, Испания) — испанский футболист, центральный защитник.

## Биография

### Клубная карьера
Начал футбольную карьеру во второй команде «Леганес Б» из города Леганес. Потом играл за «Леванте Б», «Конкуэнсе» и «Сан-Себастьян-де-лос-Рейес». В 2008 году перешёл в клуб из сегунды «Вильярреал». Сперва играл за вторую команду а в 2010 году дебютировал в основной. В начале 2011 года был отдан в оренду в «Эльче». В июле 2011 года подписал контракт с командой из украинской премьер лиги «Карпаты» (Львов). 28 января 2012 года стало известно, что игрок на полгода опять отправляется в оренду в ФК «Эльче». После возвращения с аренды вернулся во Львов. Руководство львовян предложило игроку пересмотреть контракт и подписать новый на более худших условиях, на что Кристобаль не согласился. Что и стало причиной того что дальше игрок за клуб не выступал хотя оставался на контракте. 17 июля 2013 года палата по разрешению споров ФФУ удовлетворила иск игрока к клубу. И обязала клуб выплатить Кристобалю почти 600000 евро, а также надала ему статус «свободного агента». Клуб собирается подавать апелляцию. С июля и до конца 2013 года выступал за новозеландский «Окленд Сити».
В январе 2014 года перешёл в греческий «Олимпиакос» из Волоса. Но проведя всего 5 игр, в конце сезона покинул клуб. В январе 2015 года подписал годичный контракт с возможностью продления с индонезийским клубом «Митра Кукар» из Восточного Калимантана.
В августе 2015 вернулся на родину и подписал контракт с клубом «Толедо». Отыграв сезон за «Толедо» перешёл в кипрский «Анортосис». Не проведя и игры за кипрскую команду вернулся на родину и подписал контракт с клубом «Фуэнлабрада».